# Mary T. Meagher
Mary Terstegge Meagher Plant, née le 27 octobre 1964 à Louisville, est une nageuse américaine.
Elle a notamment remporté trois médailles d'or aux Jeux olympiques d'été de 1984 (100 mètres papillon, 200 mètres papillon et 4 × 100 mètres quatre nages) et une de bronze aux Jeux olympiques d'été de 1988  (200 mètres papillon).